# Bermudai szkink
A bermudai szkink (Eumece longirostris vagy Plestiodon longirostris) a hüllők (Reptilia) osztályába, a pikkelyes hüllők (Squamata) rendjébe és a gyíkok (Sauria) alrendjébe tartozó faj.

## Előfordulása
A bermudai szkink az egyetlen endemikus szárazföldi gerinces állat, amelyik Bermuda területén honos. Szívesebben élnek a part mentén, ahol a terep egy kicsit sziklás, mint a szárazföld belsejében.

## Megjelenése
Maximális testhossza 9 centiméter. A kifejlett példányok pikkelye sötétbarna, a háton fekete, a hasa világosszürke. Arca és torka narancssárga.

## Életmódja
Tápláléka rovarok, rákok és más gerinctelenek.

## Természetvédelmi állapota
Az élőhelyének szűkülése és a betelepített ragadozók fenyegetik. Az IUCN vörös listáján a kihalófélben lévő kategóriában szerepel.